# 佐藤健一 (ラジオパーソナリティ)
佐藤 健一（さとう けんいち、1967年2月14日 - ）は、ラジオ制作プロデューサー、ディレクター、ラジオパーソナリティ、CM/番組ナレーター、司会者、株式会社エスケープロダクツ代表。愛称はサトケン。タイムテーブルにはSATOKENと表記されることもある。

## 人物・来歴
秋田県秋田市出身。秋田大学教育学部（当時）附属中学校卒業、秋田県立秋田南高等学校、盛岡大学文学部英米文学科卒業後、一般企業に就職しつつ、1992年からFM岩手にフリーとしてデスクを構え活動する。その後、仙台の番組制作会社ジー・アイ・ピー勤務時代はFM仙台や東北放送の番組の制作、出演、TV番組の司会なども務める。
2006年4月から東京を拠点に活動。現在は毎週14タイトルのラジオ番組のパーソナリティやディレクターを務める。秋田公立美術大学、東北工業大学ライフデザイン学部経営コミュニケーション学部非常勤講師。2012年6月からは樋口了一等が所属する音楽制作会社、株式会社ロックオンカンパニーと提携。
- 身長：175cm
- 血液型：A型
- 趣味：音楽鑑賞
- 特技：料理、ウィンタースポーツ
- 好きな食べ物:中国料理、イタリア料理
- 苦手なもの:特になし
- 資格:中学・高等学校教諭一種免許状（英語）
- 休日の過ごし方:整理整頓
- ストレス解消法:飲み歩き
- 好きな言葉:行き当たりばったり

## 現在の主な出演番組
- 週刊MUSIC PUNCH!（2006年4月 - )
- 昭和歌謡メモリー〜always favorite songs〜（2010年7月 - ）
音楽番組
Radio Berry（FM栃木）毎週金曜13:30-14:00
- サトケンの買って!?ちょ〜だい!（2011年7月 - ）
- 昭和歌謡セレクション（2010年10月 - ）

## 現在の主な制作番組
- 古澤剛の音楽的な放浪記
- AMEMIYAのとりあえず歌います
- SING LIKE TALKING 佐藤竹善のアンダンテ
- 松永貴志のGOLDEN JAZZ RADIO
- 洋楽処POPS倶楽部

## 過去の主な出演番組
- レディオα（FM岩手）
- スーパーサタデーウィークリーホットチャート（FM岩手）（with／鈴木智恵）
- CLUB F（FM岩手）（with／鈴木智恵）
- スーパーダンストップ20（FM仙台）
- That's Live Super Edition（FM岩手）
- 岩手高原サウンドシュプール（冬季のみ）（FM岩手）
- MJ WAVE（FM岩手）
- 朝のペパーミントタイム（FM岩手）
- ヤマダハイスクール・ライド・オン・ハイ（FM青森）
- AIR GROOVE（FM岩手）（with／石垣のりこ）
- アーティスト ミュージック ボックス（FM岩手）
- うきうきHOT LINE（FM岩手）
- Island Connection（FM仙台）
- Shake Beats（FM仙台）
- スパー ホット&クールサイト（FM青森）
- フューチャースケイプ（FM山形）
- Back Stage Pass（東北放送）
- イブニング・パラダイス（ふくしまエフエム）
- gorikinn（岩手朝日テレビ）
- おたまじゃくし　（仙台放送）
- 顔の見えない美声年たち（TBS）
- カイマミTV（WEB TV）
- Big Bang Radio（WEB TV）（with／番井奈歩、DJ RONY）
- MOZAIKU NIGHT〜No.1 Music Factory〜（bayfm）（毎週木曜日深夜／with 清浦夏実）
- チョイフルナイト（bayfm）（with／AMEMIYA）
- The disk jockey（FM岩手）（2011年10月1日 - 2013年9月28日 ）（with／松本ともこ）
- 大橋純子のロマンスをあなたへ（山陽放送、北陸放送、信越放送）

## 過去の主な制作番組
- 音楽処Z倶楽部（FM岩手）
- Rock Hand '90(FM岩手)
- アネックスプリーズプリーズ（FM岩手）
- Be POP（FM仙台）
- FUNふぃーるど（東北放送）
- It's cool style（FM仙台）
- Wonder J（FM仙台）
- TBC Talking Beat（東北放送）
- Back Stage Pass（東北放送）
- Good Afternoon Music（FM仙台）
- From S（FM仙台）
- 辺見マリの「今宵あなたに想いをこめて」（東北放送）
- 秋元順子「愛を感じて」（岐阜放送／他）
- とっておき!サンデー（毎日放送、東海ラジオ、静岡放送）
- めでらじ（毎日放送、RKB毎日放送）
- 古瀬絵理のぷるるん!サンデー（毎日放送）
- ラジオ深夜便 天野祐吉の隠居大学（NHK）
- JAM ProjectのGO!GO!GOING!レディオ（山陽放送、南海放送、西日本放送）
- 決定版！昭和歌謡　夢のソングマッチ（bayfm）
- コーク・サウンド・シャッフル（FM青森、FM秋田、FM岩手）
- 曽根由希江のsongS one（bayfm）
- AMEMIYA・キンタロー。「今夜も怪進劇」（bayfm）
- 森昌子心の旅（福井放送、山梨放送、新潟放送、山陽放送、FM栃木、秋田放送）
- Song of Japan（bayfm）※作家
- 現場の東海林です。斎藤安弘アンコーです。
- 樋口了一の帰ってきた夢旅人（FM熊本、秋田放送、西日本放送、ラジオNIKKEI）
  - 2023年10月にネット局縮小し、FM熊本制作の樋口了一のCAST_YOUR_DICEに改題されているが、制作には関与していない。

## イベント司会実績、講演会など
- ニュースポーツフェスタ（岩手）司会
- 杉山愛講演会（2010-2011）司会
- JERO ファンクラブの集いMC
- 中村 中ファンクラブの集いMC
- 一般社団法人 日本民間放送連盟　中・四国ブロック日本民間放送連盟賞　審査員